# Camilla (filme de 1954)
Camilla é um filme italiano dirigido por Luciano Emmer e lançado em 1954.